# Joel Williams
Joel Williams (* 1994 in Hannover) ist ein deutscher Schauspieler.

## Ausbildung
Joel Williams Eltern stammen aus Ghana. Er wuchs in Hannover auf. Von 2013 bis 2017 wurde er an der Stage School Hamburg und der Hamburg Media School zum Schauspieler ausgebildet. Bereits zu dieser Zeit spielte er kleinere Rollen in Fernsehserien und am Theater. Von 2019 bis 2022 spielte er den Notarzt „Dr. John Schmidt“ in der ZDF-Serie Notruf Hafenkante.

## Filmografie (Auswahl)
- 2017: Eltern allein zu Haus: Die Schröders
- 2018: Tödliches Comeback
- 2018: Bonnie & Bonnie
- 2018: Die Kanzlei (Fernsehserie, eine Folge)
- 2019–2022: Notruf Hafenkante (Fernsehserie)
- 2020: Die Pfefferkörner (Fernsehserie, eine Folge)
- 2020: Großstadtrevier (Fernsehserie, eine Folge)
- 2021: Ein großes Versprechen
- 2021: Tod von Freunden (Fernsehserie, eine Folge)
- 2022: Sarah Kohr – Geister der Vergangenheit
- 2022: Muspilli (Fernsehserie, eine Folge)
- 2022: Tatort: Borowski und die große Wut
- 2023: Tatort: Borowski und das unschuldige Kind von Wacken

## Theaterschauspieler
- 2014: Studentenalltag
- 2015: Push Up 1-3
- 2015: Projektionsfläche
- 2015: Auszug aus Motortown
- 2018: The Waste Land[2]